# Astragalus neocarpus
Astragalus neocarpus är en ärtväxtart som beskrevs av Gomez-sosa. Astragalus neocarpus ingår i släktet vedlar, och familjen ärtväxter. Inga underarter finns listade i Catalogue of Life.